# Natal'ja Klimova
Natal'ja Genrichovna Klimova, coniugata Nazemblo (in russo Наталья Генриховна Климова-Назембло?, in ucraino Наталя Генрихівна Климова-Назембло?, Natalja Henrychivna Klymova-Nazemblo; Mariupol', 31 maggio 1951), è un'ex cestista sovietica.

## Carriera
Con l'Unione Sovietica ha disputato i Giochi olimpici di Montréal 1976, due edizioni dei Campionati mondiali (1971, 1975) e tre dei Campionati europei (1972, 1974, 1976).